# Сикри, Сурекха
Сурекха Сикри (хинди सुरेखा सीकरी; 19 апреля 1945, Нью-Дели — 16 июля 2021, Мумбаи) — индийская актриса

 театра, кино и телевидения.

## Биография
Родилась 19 апреля 1945 года в Алморе.
Её отец служил в ВВС, а мать была преподавателем в женском колледже Абдуллы при Алигархском мусульманском университете.
У Сурекхи было две сестры: младшая Пхулмани и старшая Манара, известная также как Парвин Мурад, впоследствии ставшая первой женой актёра Насируддина Шаха.
Часть своего детства Сикри провела в Алморе и Найнитале, а затем поступила в колледж в Алигархе.
Во время её учебы в их колледже известным индийским театральным режиссёром Алкази была поставлена пьеса «Король Лир». Младшая сестра Сурекхи, которая хотела стать актрисой, под впечатлением от спектакля взяла бланк заявки на поступление в Национальную школу драмы, однако затем передумала, и их мать уговорила заполнить бланк Сурекху, хотя та в то время хотела быть журналистом и писательницей. После подачи заявки она прошла собеседование и прослушивание, была принята и в 1968 году переехала в Дели.
Она окончила школу драмы в 1971 году и в дальнейшем более десяти лет была актрисой в театре школы. В 1980-х годах, наряду с Уттарой Баокар, Сикри была главной фигурой театрального круга Дели. В 1989 году за вклад в области театра она была отмечена премией Академии Сангит Натак.
Сикри впервые снялась в кино в 1978 году, сыграв роль в Kissa Kursi Ka. Однако фильм, представляющий собой едкую политическую сатиру, был запрещен правительством, а все его копии уничтожены.
Позже, когда она переехала в Бомбей, но не смогла вступить там ни в одну из театральных трупп, она полностью переключилась на съёмки в фильмах. Её первым фильмом в Бомбее стал картина Саида Ахтара Мирзы Salim Langde Pe Mat Ro (1989), в которой она сыграла мать главного героя Салима. И поскольку она начала с изображения на экране матери молодого человека, хотя ей на тот момент было всего 36 лет, в дальнейшем ей предлагали в основном роли старшего поколения.
В саге Говинда Нихалани «Темнота» (1988) она сыграла мусульманку, которая боится дать приют сикхской паре, поскольку не знает, что её фанатичный сын может с ними сделать, но в итоге преодолевает свой страх и заступается за них. Эта роль принесла ей первую Национальную кинопремию. Вторую она получила за «Маммо» (1994) Шьяма Бенегала, где сыграла чуткую, но прагматичную Файязи, которой приходится иметь дело с любознательным внуком и властной сестрой, без предупреждения прибывшей из Пакистана. 
В своих фильмах она часто появлялась в роли доброй, мудрой, но иногда и тиранической материнской фигуры. Она продолжила играть этот тип персонажа в телевизионных проектах, таких как Banegi Apni Baat (1994—1998) и Just Mohabbat (1996—2000). Оба сериала были успешными, но наибольшую популярность завоевала роль матриарха Кальяни Деви в телесериале Balika Vadhu. Сикри была частью шоу с момента его создания в 2008 до его окончания в 2016 году.
Последнюю Национальную кинопремию актриса получила за фильм «Поздравляем!» (2018), сыграв суровую свекровь, которая первой смирилась с поздней беременностью своей невестки. После успеха фильма множество продюсеров хотели взять её в свои проекты. Однако в 2018 году она перенесла инсульт, который ограничил её подвижность — на вручение кинопремий ей пришлось отправиться в инвалидной коляске. Из-за болезни она отказалась от съёмок в ЛГБТ-драме Sheer Qorma Фараза Арифа Ансари. Последний раз на экране Сикри появилась в роли больной, прикованной к постели, старухи в эпизоде антологии Ghost Stories, снятом Зоей Ахтар.
Актриса скончалась 16 июля 2021 от остановки сердца. Её второй муж Хемант Реге умер в 2009 году. Первый брак Сикри, от которого у неё есть сын Рахул, закончился разводом.